# Rafael Ramírez Castañeda
Rafael Ramírez Castañeda (Las Vigas, Veracruz, 31 de diciembre de 1885 - Ciudad de México, 29 de mayo de 1959) fue un educador mexicano que se dedicó a organizar y desarrollar la educación rural en México.

## Estudios
Nació en Las Vigas, pueblo pequeño y cercano a Perote y Xalapa, fue bautizado como Jesús Silvestre Rafael de Jesús pero registrado bajo el solo nombre de Rafael. Sus padres originarios de la misma localidad fueron Francisco Javier Ramírez y Pascuala Castañeda. Su infancia y juventud se desarrolló durante la época del porfiriato, realizó sus estudios de educación básica en su pueblo natal y en Xalapa ingresó a la Escuela Normal del Estado en donde obtuvo el título de profesor.

## Docencia
Comenzó a dar clases en la hacienda de Palo Blanco en la Huasteca veracruzana. Después de trabajar en diversas partes de su Estado natal se trasladó a Durango como director de una escuela, más tarde viajó a la Ciudad de México en donde impartió clases en una escuela primaria industrial. 
Durante la época de la Revolución mexicana, colaboró en la reorganización de la Escuela Industrial de Huérfanos. En 1915, escribió su primer libro La escuela industrial el cual realiza una comparativa de la enseñanza técnica de la época que se impartía en México contra la de Estados Unidos y Europa, proponiendo las innovaciones para mejorar el sistema mexicano de educación.
Durante la década de 1920 colaboró en la reforma educativa que impulsó el entonces titular de la Secretaría de Educación Pública, José Vasconcelos. La experiencia adquirida en las escuelas primarias industriales de la Ciudad de México las implantó en las escuelas rurales. En 1923, fue partícipe de la misión cultural que tuvo sede en Zacualtipán en el Estado de Hidalgo cuyo objetivo fue impartir educación en las sierras, costas y puntos de difícil acceso del territorio nacional. Trabajó con Narciso Bassols y Moisés Sáenz elaborando los principios y normas para la educación rural. 
Ramírez Castañeda fue influenciado por el pensamiento de Gabino Barreda quien sostenía que la educación era un instrumento de cohesión social, de esta forma Ramírez Castañeda al igual que Sáenz, adoptaron la tesis positivista de la "incorporación del proletariado a la sociedad, como el mejor medio que permite resolver el problema de la heterogeneidad racial y cultural del país".

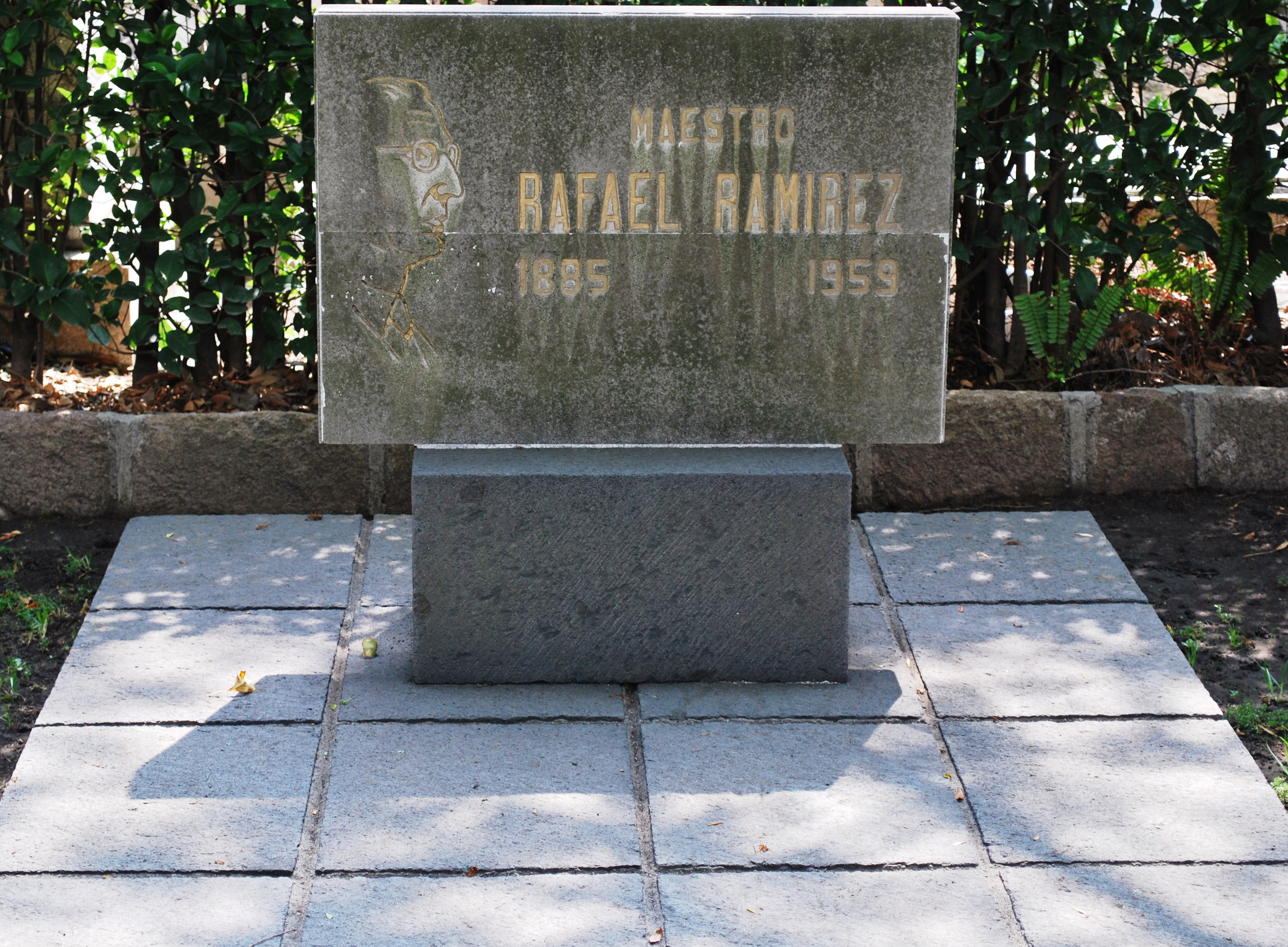
Sepulcro de Rafael Ramírez Castañeda en la Rotonda de las Personas Ilustres (México).

Durante su vida fundó varias escuelas rurales, organizó los sistemas de supervisión y creó el sistema administrativo para sostener la estructura educativa. Murió el 29 de mayo de 1959 en la Ciudad de México. Sus restos mortales fueron trasladados en marzo de 1976 a la Rotonda de las Personas Ilustres. Su nieto fue el escritor Rafael Ramírez Heredia.

## Publicaciones
- La escuela industrial
- La escuela de la acción dentro de la enseñanza rural
- Cómo dar a todo México un idioma
- El cuento y la expresión dramática
- El sembrador, serie de tres libros de lectura para escuelas rurales auspiciados por el Plan Sexenal del presidente Cárdenas.